# Agrochola nigromaculata
Agrochola nigromaculata är en fjärilsart som beskrevs av Hofer. Agrochola nigromaculata ingår i släktet Agrochola och familjen nattflyn. Inga underarter finns listade i Catalogue of Life.